# Sylvia Pinel
Sylvia Pinel (ur. 28 września 1977 w L’Union) – francuska polityk, parlamentarzystka, a także minister, była przewodnicząca Lewicowej Partii Radykalnej i współprzewodnicząca Mouvement radical.

## Życiorys
Po ukończeniu szkoły średnie przez rok kształciła się w centrum uniwersyteckim w Montauban. Następnie studiowała nauki społeczne na Uniwersytecie Tuluza I. Odbyła też studia podyplomowe kończone dyplomami DEA i DESS w zakresie m.in. prawa europejskiego.
Zaangażowała się w działalność Lewicowej Partii Radykalnej (PRG). Stała się jednym z najbliższych współpracowników jej lidera, Jeana-Michela Baylet. Pełniła funkcję szefa jego gabinetu jako przewodniczącego rady generalnej departamentu Tarn i Garonna. Została też przewodniczącą struktur partii w tym departamencie. W wyborach parlamentarnych w 2007 została wybrana do Zgromadzenia Narodowego XIII kadencji. W 2010 weszła także w skład rady regionalnej Midi-Pireneje.
16 maja 2012 objęła urząd ministra delegowanego ds. rzemiosła w rządzie, którego premierem został Jean-Marc Ayrault. Utrzymała mandat poselski w wyborach przeprowadzonych w kolejnym miesiącu. Po dokonanej 21 czerwca 2012 rekonstrukcji awansowała na stanowisko ministra (samodzielnego), zachowując dotychczasowy zakres kompetencji. 2 kwietnia 2014 została ministrem równości terytorialnej i mieszkalnictwa w rządzie Manuela Vallsa. Pozostała na tej funkcji również w utworzonym w sierpniu 2014 drugim gabinecie tegoż premiera. Zakończyła urzędowanie 11 lutego 2016. W 2016 została wiceprzewodniczącą rady regionu Langwedocja-Roussillon-Midi-Pireneje, pełniła tę funkcję do 2017.
W lutym 2016 została pełniącą obowiązki przewodniczącej, a we wrześniu tego samego roku przewodniczącą Lewicowej Partii Radykalnej. W styczniu 2017 wzięła udział w zorganizowanych przez socjalistów prawyborach przed wyborami prezydenckimi. W pierwszej turze głosowania zajęła szóste miejsce z wynikiem około 2% głosów. W 2017 z powodzeniem ubiegała się natomiast o poselską reelekcję.
W grudniu 2017 obok Laurenta Hénarta została współprzewodniczącą Mouvement radical, ugrupowania powstałego na skutek połączenia PRG z Partią Radykalną. Zrzekła się tej funkcji w lutym 2019, kiedy to doszło do reaktywacji PRG jako samodzielnego podmiotu.